# Atsoupades
Atsoupades (greacă Ατσουπάδες) este un oraș în Grecia în prefectura Kefalonia.